# Chlorobium
Chlorobium — рід зелених сірчастих бактерій (Chlorobiaceae). Цей рід живе в строго анаеробних умовах під поверхнею водойми, як правило, в межах анаеробної зони евтрофного озера. Фотолітотрофні окислювачі сірки. При фотосинтезі сірководень використовується як джерело електронів, а вуглекислий газ — його джерело вуглецю. Бактерії забарвлені темно-зелений колір; у колонці Виноградського зелений шар, переважно, складається з колоній Chlorobium.